# Meeting International Mohammed VI d'Athlétisme de Rabat
De Meeting International Mohammed VI d'Athlétisme de Rabat is een jaarlijkse internationale atletiekwedstrijd, die wordt gehouden in het Prince Moulay Abdellah Stadion in Rabat (Marokko). De wedstrijd was tot en met 2015 onderdeel van het IAAF World Challenge-circuit, het op de Diamond League na hoogste atletiekcircuit. De wedstrijd wordt georganiseerd door de Koninklijke Marokkaanse Atletiekfederatie in samenwerking met World Athletics, de Confédération Africaine d'Athlétisme en de Memorial Van Damme. 
De eerste editie van de Meeting International de Rabat vond plaats in 2008. Sindsdien wordt de wedstrijd meestal rond begin juni gehouden. De wedstrijd is vernoemd naar Mohammed VI van Marokko, sinds 1999 de koning van Marokko.
In 2016 is de wedstrijd opgenomen in het Diamond League-programma ter vervanging van de Adidas Grand Prix in New York. In 2024 werd de wedstrijd uitzonderingswijze gehouden in Marrakesh.

## Programma
In de verschillende jaren van de Meeting International Mohammed VI d'Athlétisme de Rabat hebben er verschillende onderdelen op het programma gestaan, waarvan de meeste looponderdelen. Onderstaande twee schema's geven aan welke onderdelen in welk jaar bij het programma van het evenement hoorden.
| Jaar | 100 | 200 | 400 | 800 | 1000 | 1500 | 5000 | 400 h | 3000 s | ver | hoog | discus | speer |
| ---- | --- | --- | --- | --- | ---- | ---- | ---- | ----- | ------ | --- | ---- | ------ | ----- |
| 2008 |     | X   | X   | X   |      | X    | X    |       | X      | X   |      |        |       |
| 2009 | X   | X   | X   | X   |      | X    | X    |       | X      | X   |      | X      |       |
| 2010 |     | X   | X   | X   |      | X    | X    |       | X      | X   | X    | X      |       |
| 2011 | X   | X   | X   |     | X    | X    | X    |       | X      | X   |      | X      |       |
| 2012 | X   | X   |     | X   |      | X    | X    | X     | X      | X   |      |        | X     |
| 2013 | X   | X   | X   | X   |      | X    | X    |       | X      | X   | X    | X      |       |

| Jaar | 100 | 200 | 800 | 1500 | 3000 | 5000 | 400 h | 3000 s | hss | hoog | pols | speer |
| ---- | --- | --- | --- | ---- | ---- | ---- | ----- | ------ | --- | ---- | ---- | ----- |
| 2008 |     |     | X   | X    | X    |      | X     |        |     |      | X    |       |
| 2009 |     | X   | X   | X    |      |      | X     |        |     | X    | X    |       |
| 2010 | X   |     | X   | X    |      |      | X     |        | X   |      |      | X     |
| 2011 |     |     | X   | X    | X    |      | X     |        | X   | X    |      | X     |
| 2012 |     |     | X   | X    |      | X    | X     | X      | X   | X    |      | X     |
| 2013 | X   |     | X   | X    |      |      | X     | X      | X   |      |      | X     |

## Meetingrecords
| Onderdeel            | Prestatie          | Atleet                 | Nationaliteit | Datum        |
| -------------------- | ------------------ | ---------------------- | ------------- | ------------ |
| 100 m                | 9,94 s (+0,1 m/s)  | Fred Kerley            | USA           | 28 mei 2023  |
| 200 m                | 20,03 s (+0,4 m/s) | Andre de Grasse        | CAN           | 16 juli 2017 |
| 400 m                | 44,33 s            | Akeem Bloomfield       | JAM           | 13 juli 2018 |
| 800 m                | 1.42,70            | Tshepiso Masalela      | BOT           | 25 mei 2025  |
| 1000 m               | 2.15,31            | Amine Laâlou           | MAR           | 5 juni 2011  |
| 1500 m               | 3.31,43            | Jonah Koech            | USA           | 25 mei 2025  |
| 3000 m               | 7.32,93            | Yomif Kejelcha         | ETH           | 13 juli 2018 |
| 5000 m               | 12.59,28           | Vincent Kiprop Chepkok | KEN           | 27 mei 2012  |
| 110 m horden         | 13,08 s (−1,3 m/s) | Rasheed Broadbell      | JAM           | 28 mei 2023  |
| 400 m horden         | 48,25 s            | Khallifah Rosser       | USA           | 5 juni 2022  |
| 3000 m steeplechase  | 7.56,68            | Soufiane El Bakkali    | MAR           | 28 mei 2023  |
| hoogspringen         | 2,39 m             | Bohdan Bondarenko      | UKR           | 8 juni 2014  |
| polsstokhoogspringen | 5,86 m             | Sam Kendricks          | USA           | 13 juli 2018 |
| verspringen          | 8,38 m (+0,6 m/s)  | Yahya Berrabah         | MAR           | 23 mei 2009  |
| verspringen          | 8,38 m (+0,8 m/s)  | Rushwal Samaai         | RSA           | 22 mei 2016  |
| hink-stap-springen   | 17,10 m (−0,4 m/s) | Lázaro Martínez        | CUB           | 19 mei 2024  |
| kogelstoten          | 22,47 m            | Ryan Crouser           | USA           | 16 juli 2017 |
| discuswerpen         | 70,78 m            | Fedrick Dacres         | JAM           | 16 juni 2019 |
| kogelslingeren       | 79,90 m            | Paweł Fajdek           | POL           | 14 juni 2015 |
| speerwerpen          | 89,75 m            | Magnus Kirt            | EST           | 13 juli 2018 |

| Onderdeel            | Prestatie          | Atlete                | Nationaliteit | Datum        |
| -------------------- | ------------------ | --------------------- | ------------- | ------------ |
| 100 m                | 10,83 s (+0,3 m/s) | Elaine Thompson-Herah | JAM           | 5 juni 2022  |
| 200 m                | 21,98 s (+0,8 m/s) | Shericka Jackson      | JAM           | 28 mei 2023  |
| 400 m                | 49,80 s            | Shaunae Miller-Uibo   | BAH           | 16 juli 2017 |
| 800 m                | 1.56,64            | Caster Semenya        | RSA           | 22 mei 2016  |
| 800 m                | 2.31,01            | Caster Semenya        | RSA           | 13 juli 2018 |
| 1500 m               | 3.54,03            | Gudaf Tsegay          | ETH           | 28 mei 2023  |
| 3000 m               | 8.11,56            | Beatrice Chebet       | KEN           | 25 mei 2025  |
| 5000 m               | 14.16,31           | Almaz Ayana           | ETH           | 22 mei 2016  |
| 100 m horden         | 12,45 s (+1,2 m/s) | Toby Amusan           | NIG           | 25 mei 2025  |
| 400 m horden         | 52,46 s            | Femke Bol             | NED           | 25 mei 2025  |
| 3000 m steeplechase  | 9.16,14            | Hiwot Ayalew          | ETH           | 27 mei 2012  |
| hoogspringen         | 2,01 m             | Jaroslava Mahoetsjich | UKR           | 28 mei 2023  |
| polsstokhoogspringen | 4,82 m             | Sandi Morris          | USA           | 16 juni 2019 |
| verspringen          | 6,93 m (+0,2 m/s)  | Tianna Bartoletta     | USA           | 8 juni 2014  |
| hink-stap-springen   | 14,96 m (+0,1 m/s) | Caterine Ibarguen     | COL           | 13 juli 2018 |
| kogelstoten          | 20,00 m            | Chase Jackson         | USA           | 19 mei 2024  |
| discuswerpen         | 68,28 m            | Yaime Pérez           | CUB           | 16 juni 2019 |
| kogelslingeren       | 73,30 m            | Kathrin Klaas         | GER           | 8 juni 2014  |
| speerwerpen          | 64,76 m            | Madara Palameika      | LAT           | 22 mei 2016  |

Berlijn (ISTAF) · Dakar (Meeting Grand Prix IAAF de Dakar) · Hengelo (Fanny Blankers-Koen Games) · Kingston (Jamaica International Invitational) · Madrid (Meeting de Atletismo Madrid) · Melbourne (Melbourne Track Classic) · Moskou (Moskou Challenge) · Ostrava (Golden Spike Ostrava) · Peking (Beijing World Challenge) · Ponce (Ponce Grand Prix de Atletismo) · Rabat (Meeting International Mohammed VI d'Athlétisme) · Rieti (Rieti Meeting) · Rio de Janeiro (Grande Premio Brasil Caixa de Atletismo) · Tokio (Seiko Golden Grand Prix) · Zagreb (Hanžeković Memorial)